# Akrisios
Akrisios (řecky Ακρίσιος, latinsky Acrisius) byl v řecké mytologii synem argejského krále Abanta. Byl jeho nástupcem na argejském trůnu.
Akrisios měl bratra Proita a jejich otec jim oběma odkázal své království a přikázal, aby vládli střídavě. Bylo známo, že oba bratři si byli velkými nepřáteli, prý „jejich spor začal ještě v lůně“. Tam ale neskončil, naopak se ještě prohloubil poté, co Proitos svedl Akrisiovu dceru Danaé a „sotva unikl živý“. Akrisios se na konci svého období nechtěl vzdát trůnu, takže Proitos musel uprchnout k lykijskému králi Íobatovi a posléze se oženil s jeho dcerou Anteou či Stheneboiou. Pak se vrátil s vojském vybojovat své nástupnictví na otcovském trůnu. Bitva byla krvavá, ale nerozhodná, takže Akrisios a Proitos neochotně přistoupili na rozdělení království. Akrisios zůstal v Argu a Proitos obsadil Tíryns a okolí.
Později se do Akrisiovy dcery Danaé zamiloval nejvyšší bůh Zeus, ale její otec ji před ním chtěl všemožně ochránit, takže ji věznil v hradních sklepeních. Zeus však překonal všechny překážky a dostal se k ní v podobě zlatého deště. Když Danaé porodila syna Persea, rozhněvaný a pokořený otec nechal vyrobit truhlici, do které uvrhl matku i dítě a vhodil je do moře. Zázrakem se jim nic nestalo, zachránil je živé rybář Diktys, bratr serifského krále Polydekta. Ten jim poskytl útočiště, avšak Danaé nevybíravě nadbíhal, i když ho odmítala. To trvalo až do dospělosti Perseovy, potom se s ním král dostal do sporů, které vyvrcholily tím, že Perseus odešel hledat Gorgonu Medúsu, zabil ji a její hlavu donesl s sebou zpět. Král Polydektés vršil urážku na urážku, takže mu Perseus ukázal hlavu strašné Medúsy a král se proměnil v kámen.
Danaé a Perseus se poté vrátili do rodného Argu, král Akrisios před nimi prchal, ale svému osudu neunikl. Dávná věštba stanovila, že ho zabije vlastní vnuk. Přihodilo se to na sportovních hrách, Perseův disk se vychýlil z dráhy, zasáhl a usmrtil nějakého starce. Byl jím Perseův děd Akrisios.